# Jean Porporato

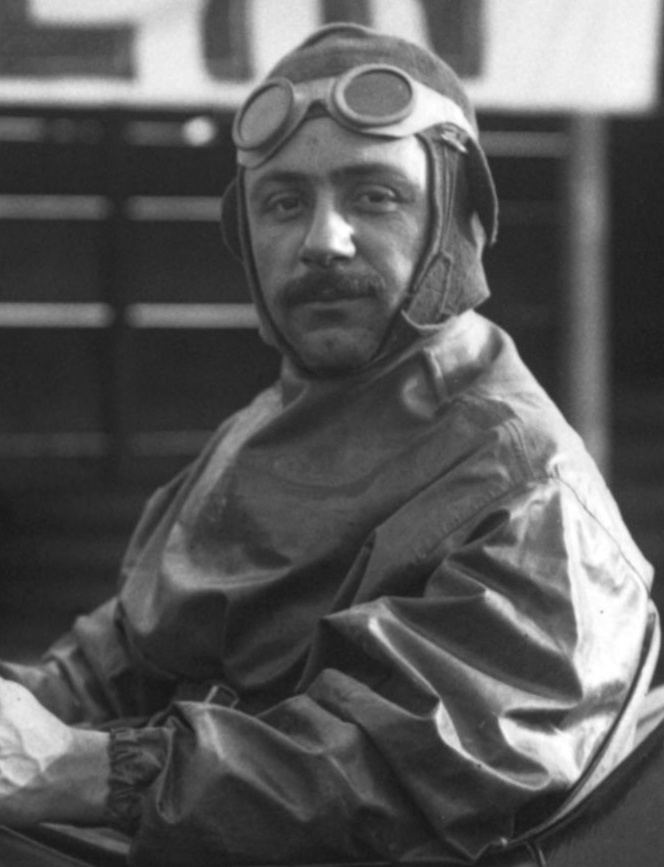
Jean Porporato bei der Targa Florio 1908

Giovanni Giacomo Bernardo „Jean“ Porporato (* 3. November 1879 in Turin; † unbekannt) war ein französischer Autorennfahrer italienischer Abstammung.

## Karriere als Rennfahrer
Jean Porporato kam in Turin zur Welt und zog als Kind mit seinen Eltern nach Lyon. Er machte eine Ausbildung zum Mechaniker und wurde Beifahrer des französischen Rennfahrers Paul Bablot. Das Duo bestritt auf einem Berliet 24/40 hp 1906 die Targa Florio und beendete das Rennen als Dritte. 1907 stieg er vom Rennmechaniker zum Fahrer um, wurde im Werks-Berliet Gesamtvierter bei der Targa Florio 1908 und gewann die Coppa della Velocità.
1914 gab Porporato für Automobili Nazzaro beim Großen Preis von Frankreich sein Debüt als Grand-Prix-Fahrer. Der eingesetzte Nazzaro Tipo 3 fiel nach einem Motorschaden in der 18. Runde aus. Das Rennen endete mit einem Daimler-Dreifachsieg durch Christian Lautenschlager, Louis Wagner und Otto Salzer. Im selben Jahr belegte er bei der International Tourist Trophy auf dem Snaefell Mountain Course auf der Isle of Man auf einem Minerva-Knight Rang fünf.
Mitten im Ersten Weltkrieg fuhr Porporato 1915 auf einem Sunbeam sein erstes 500-Meilen-Rennen von Indianapolis. Ein zweiter Start, diesmal in einem Grégoire, folgte 1920. Beide Rennen konnte er nicht beenden.
Seine letzte nennenswerte Meldung hatte Jean Porporato 1925, als er am 24-Stunden-Rennen von Le Mans teilnahm. Gemeinsam mit Marcel Collet fuhr er einen Werks-D.F.P. VA, der vor dem ersten Boxenstopp ohne Benzin auf der Strecke liegenblieb.

## Statistik

### Le-Mans-Ergebnisse
| Jahr | Team                                  | Fahrzeug  | Teamkollege   | Platzierung | Ausfallgrund |
| ---- | ------------------------------------- | --------- | ------------- | ----------- | ------------ |
| 1925 | Automobiles Doriot-Flandrin-Parant SA | D.F.P. VA | Marcel Collet | Ausfall     | kein Benzin  |